# Argulus intectus
Argulus intectus är en kräftdjursart som beskrevs av C. B. Wilson 1944. Argulus intectus ingår i släktet Argulus och familjen karplöss. Inga underarter finns listade i Catalogue of Life.